# Ibne Taimia
Ibne Taimia (em árabe: ٱبْن تَيْمِيَّة; Harrã, 22 de janeiro de 1263 – Damasco, 26 de setembro de 1328) foi um teólogo muçulmano especialmente importante por sua influência no salafismo.
Ibne Taimia viveu em um período conturbado, marcado especialmente pela queda do Califado Abássida resultante da tomada de Bagdá pelos mongóis. Para o teólogo, estes eventos eram sinais da desaprovação divina ao comportamento dos muçulmanos, e a solução consistiria em retornar às origens do Islã. Assim, ibne Taimia retornou aos trabalhos de Amade ibne Hambal e, através de um debate teológico com outras vertentes, defendeu a interpretação literal dos versos do Alcorão e da Hadiz. Também se opunha a práticas consideradas heréticas pelo Alcorão por terem sido adicionadas posteriormente aos costumes islâmicos — por exemplo, visitar o túmulo de líderes muçulmanos ou comemorar o aniversário de Maomé.
Ibne Taimia, é considerado um dos maiores xeiques de todos os tempos, o "Xeique do Islão" (em árabe: شيخ الإسلام; Shaykh al-Islam).